# Preitenegg
Preitenegg är en ort och kommun  i Österrike. Den ligger i distriktet Wolfsberg och förbundslandet Kärnten, 180 km sydväst om huvudstaden Wien. 
Kommunen består av sex orter (Ortschaften) (inom parentes invånarantal 1 januari 2024):

- Kleinpreitenegg (55)
- Oberauerling (52)
- Oberpreitenegg (136)
- Preitenegg (260)
- Unterauerling (99)
- Unterpreitenegg (293)